# مارلين دوالا بيل
مارلين دوالا بيل (بالإنجليزية: Marilyn Douala Bell) هي ناشطة اجتماعية واقتصادية ورئيسة المنظمة الثقافية فنون دوالا doual'art ومقرها دوالا بالكاميرون.

## حياتها
وُلدت مارلين دوالا-بيل في الكاميرون في عام 1957. التحقت دوالا بالكلية في باريس، فرنسا حيث أكملت درجة الماجستير في اقتصاديات التنمية والتقت بزوجها مؤرخ الفن ديدييه شاوب. بعد الزواج في عام 1986، عاد الزوجان إلى بلدتها دوالا.

## حياتها المهنية
ابتداءًا من عام 1988 وحتى عام 1993، عملت دوالا كمندوبة ومديرة تنفيذية لمنطقة إفريقيا الوسطى من جمعية تشجيع المبادرات المجتمعية الإفريقية APICA، وهي منظمة غير حكومية إفريقية مقرها في دوالا. وفي الفترة من عام 1990 إلى عام 1991، قامت دوالا بتوثيق وتحليل المفاوضات بين السكان المحليين والمؤسسين والمشغلين العموميين من أجل التنمية الحضرية بالتعاون مع جمعية تشجيع المبادرات المجتمعية الإفريقية APICA، ورابطة المتطوع الفرنسي للتقدم، ومجموعة البحوث والتبادل التكنولوجي.
عملت دوالا منذ عام 1994 كخبيرة دولية في مجال التنمية الحضرية والريفية بالتعاون مع الجمعية السويسرية والبنك الدولي والمفوضية الأوروبية وجمعية التنمية الألمانية المستدامة وإدارة الموارد. واعتبارًا من عام 2000، أصبحت دوالا مسؤولة عن سياسات التنمية التشاركية الحضرية للتعاون اللامركزي في منطقة الألزاس الفرنسية.

## عملها الثقافي
شاركت دوالا في تأسيس المنظمة الثقافية ومركز الفن المعاصر دوالار في عام 1991. وفي عام 2007، أنشأت هي وزوجها صالون دوالا الحضري، وهو مهرجان يقام كل ثلاث سنوات من أجل الفن العام. ساهمت دوالا في العديد من المؤتمرات، لا سيما في المؤسسات الثقافية المستقلة وحول التحولات الفنية والحضرية، بما في ذلك ورشة كينيا لعام 2010 التي نظمتها مؤسسة موندريان، والندوة الفنية في أفريقيا في متحف تيت مودرن.
المنشورات:
- منظر للمدينة وإمكانياتها التحولية الإبداعية، ناشرو الحلقات، روتردام 2007.
- معجم التنمية في القاعدة، إصدار جمعية تشجيع المبادرات المجتمعية الإفريقية، 1997.
- الأزمة الهيكلية لاقتصاديات التعدين الأفريقية: دروس من سبعينات القرن العشرين، جامعة ساسكس. معهد دراسات التنمية، 1984.

## روابط خارجية
- Website of doual'art